# Saint-Léger (Pas-de-Calais)
Saint-Léger é uma comuna francesa na região administrativa de Altos da França, no departamento de Pas-de-Calais. Estende-se por uma área de 7,47 km². Em 2010 a comuna tinha 466 habitantes (densidade: 62,4 hab./km²).